# Vuelta a Alemania 2024
La 38.ª edición de la Vuelta a Alemania fue una carrera de ciclismo en ruta por etapas que se celebró entre el 21 y el 25 de agosto de 2024 en Alemania, con inicio en la ciudad de Schweinfurt y final en la ciudad de Saarbrücken sobre un recorrido de 747,6 kilómetros.
La prueba formó parte del UCI ProSeries 2024 dentro de la categoría 2.Pro. El vencedor fue el danés Mads Pedersen del Lidl-Trek, que estuvo acompañado en el podio por el neerlandés Danny van Poppel del Red Bull-BORA-hansgrohe y el noruego Tobias Halland Johannessen del Uno-X Mobility, segundo y tercer clasificado respectivamente.

## Equipos participantes
Tomaron parte en la carrera 20 equipos: 12 de categoría UCI WorldTeam, 5 de categoría UCI ProTeam, 2 de categoría Continental y la selección alemana de ciclismo. Formaron así un pelotón de 120 ciclistas de los que acabaron 104. Los equipos participantes fueron:
| WorldTeams (12)- Alpecin-Deceuninck - Astana Qazaqstan Team - Bahrain Victorious - Red Bull-Bora-Hansgrohe - EF Education-EasyPost - Ineos Grenadiers - Intermarché-Wanty - Lidl-Trek - Movistar Team - Soudal Quick-Step - Team dsm-firmenich PostNL - Team Visma \| Lease a Bike ProTeams (5)- Caja Rural-Seguros RGA - Q36.5 Pro Cycling Team - TotalEnergies - Tudor Pro Cycling Team - Uno-X Mobility Equipos continentales (2)- Bike Aid - Lotto-Kern Haus PSD Bank Equipo nacional- Alemania |
| |

## Recorrido
La Vuelta a Alemania dispuso de un prólogo y cuatro etapas para un recorrido total de 747,6 kilómetros.
| Etapa     | Fecha     | Recorrido                                 | type                    | Distancia (km) | Ganador        | Líder          |
| --------- | --------- | ----------------------------------------- | ----------------------- | -------------- | -------------- | -------------- |
| Prólogo   | 21 de ago | Schweinfurt – Schweinfurt                 | contrarreloj individual | 2,9            | Jonathan Milan | Jonathan Milan |
| 1.ª etapa | 22 de ago | Schweinfurt – Heilbronn                   | etapa llana             | 176,3          | Jonathan Milan | Jonathan Milan |
| 2.ª etapa | 23 de ago | Heilbronn – Schwäbisch Gmünd              | etapa escarpada         | 174,6          | Mads Pedersen  | Mads Pedersen  |
| 3.ª etapa | 24 de ago | Schwäbisch Gmünd – Villingen-Schwenningen | etapa escarpada         | 211,1          | Jonathan Milan | Mads Pedersen  |
| 4.ª etapa | 25 de ago | Annweiler am Trifels – Sarrebruck         | etapa escarpada         | 182,7          | Mads Pedersen  | Mads Pedersen  |

### Prólogo
| Schweinfurt - Schweinfurt | contrarreloj individual | (2,9 km) |

| \| Clasificación de la etapa \| Clasificación de la etapa \| Clasificación de la etapa \| Clasificación de la etapa \| Clasificación de la etapa \| \| Ciclista \| Ciclista \| Equipo \| Tiempo \| \| \| ------------------------- \| ------------------------- \| ------------------------- \| ------------------------- \| ------------------------- \| \| 1.º \| Jonathan Milan \| Lidl-Trek \| 3 min 16 s \| \| \| 2.º \| Mads Pedersen \| Lidl-Trek \| + 1 s \| \| \| 3.º \| Maikel Zijlaard \| Tudor Pro Cycling Team \| + 2 s \| \| \| 4.º \| Ethan Hayter \| Ineos Grenadiers \| + 3 s \| \| \| 5.º \| Stefan Bissegger \| EF Education-EasyPost \| + 3 s \| \| \| 6.º \| Danny van Poppel \| Red Bull-Bora-Hansgrohe \| + 5 s \| \| \| 7.º \| Jannik Steimle \| Q36.5 Pro Cycling Team \| + 5 s \| \| \| 8.º \| Marco Haller \| Red Bull-Bora-Hansgrohe \| + 5 s \| \| \| 9.º \| Jordi Meeus \| Red Bull-Bora-Hansgrohe \| + 6 s \| \| \| 10.º \| Fabio Christen \| Q36.5 Pro Cycling Team \| + 6 s \| \| |                  |                         |            |
| |                  |                         |            |
| Fuente: ProCyclingStats |                  |                         |            |
| Clasificación de la etapa |                  |                         |            |
| Ciclista | Ciclista         | Equipo                  | Tiempo     |
| 1.º | Jonathan Milan   | Lidl-Trek               | 3 min 16 s |
| 2.º | Mads Pedersen    | Lidl-Trek               | + 1 s      |
| 3.º | Maikel Zijlaard  | Tudor Pro Cycling Team  | + 2 s      |
| 4.º | Ethan Hayter     | Ineos Grenadiers        | + 3 s      |
| 5.º | Stefan Bissegger | EF Education-EasyPost   | + 3 s      |
| 6.º | Danny van Poppel | Red Bull-Bora-Hansgrohe | + 5 s      |
| 7.º | Jannik Steimle   | Q36.5 Pro Cycling Team  | + 5 s      |
| 8.º | Marco Haller     | Red Bull-Bora-Hansgrohe | + 5 s      |
| 9.º | Jordi Meeus      | Red Bull-Bora-Hansgrohe | + 6 s      |
| 10.º | Fabio Christen   | Q36.5 Pro Cycling Team  | + 6 s      |

| \| Clasificación general \| Clasificación general \| Clasificación general \| Clasificación general \| Clasificación general \| \| Ciclista \| Ciclista \| Equipo \| Tiempo \| \| \| --------------------- \| --------------------- \| ----------------------- \| --------------------- \| --------------------- \| \| 1.º \| Jonathan Milan \| Lidl-Trek \| 3 min 16 s \| \| \| 2.º \| Mads Pedersen \| Lidl-Trek \| + 1 s \| \| \| 3.º \| Maikel Zijlaard \| Tudor Pro Cycling Team \| + 2 s \| \| \| 4.º \| Ethan Hayter \| Ineos Grenadiers \| + 3 s \| \| \| 5.º \| Stefan Bissegger \| EF Education-EasyPost \| + 3 s \| \| \| 6.º \| Danny van Poppel \| Red Bull-Bora-Hansgrohe \| + 4 s \| \| \| 7.º \| Jannik Steimle \| Q36.5 Pro Cycling Team \| + 5 s \| \| \| 8.º \| Marco Haller \| Red Bull-Bora-Hansgrohe \| + 5 s \| \| \| 9.º \| Jordi Meeus \| Red Bull-Bora-Hansgrohe \| + 5 s \| \| \| 10.º \| Fabio Christen \| Q36.5 Pro Cycling Team \| + 6 s \| \| |                  |                         |            |
| |                  |                         |            |
| Fuente: ProCyclingStats |                  |                         |            |
| Clasificación general |                  |                         |            |
| Ciclista | Ciclista         | Equipo                  | Tiempo     |
| 1.º | Jonathan Milan   | Lidl-Trek               | 3 min 16 s |
| 2.º | Mads Pedersen    | Lidl-Trek               | + 1 s      |
| 3.º | Maikel Zijlaard  | Tudor Pro Cycling Team  | + 2 s      |
| 4.º | Ethan Hayter     | Ineos Grenadiers        | + 3 s      |
| 5.º | Stefan Bissegger | EF Education-EasyPost   | + 3 s      |
| 6.º | Danny van Poppel | Red Bull-Bora-Hansgrohe | + 4 s      |
| 7.º | Jannik Steimle   | Q36.5 Pro Cycling Team  | + 5 s      |
| 8.º | Marco Haller     | Red Bull-Bora-Hansgrohe | + 5 s      |
| 9.º | Jordi Meeus      | Red Bull-Bora-Hansgrohe | + 5 s      |
| 10.º | Fabio Christen   | Q36.5 Pro Cycling Team  | + 6 s      |

### 1.ª etapa
| Schweinfurt - Heilbronn | etapa llana | (176,3 km) |

| \| Clasificación de la etapa \| Clasificación de la etapa \| Clasificación de la etapa \| Clasificación de la etapa \| Clasificación de la etapa \| \| Ciclista \| Ciclista \| Equipo \| Tiempo \| \| \| ------------------------- \| ------------------------- \| ------------------------- \| ------------------------- \| ------------------------- \| \| 1.º \| Jonathan Milan \| Lidl-Trek \| 4 h 16 min 17 s \| \| \| 2.º \| Jordi Meeus \| Red Bull-Bora-Hansgrohe \| + 0 s \| \| \| 3.º \| Max Kanter \| Astana Qazaqstan Team \| + 0 s \| \| \| 4.º \| Alexander Kristoff \| Uno-X Mobility \| + 0 s \| \| \| 5.º \| Henri Uhlig \| Alpecin-Deceuninck \| + 0 s \| \| \| 6.º \| Émilien Jeannière \| TotalEnergies \| + 0 s \| \| \| 7.º \| Niklas Märkl \| Team dsm-firmenich PostNL \| + 0 s \| \| \| 8.º \| Matevž Govekar \| Bahrain Victorious \| + 0 s \| \| \| 9.º \| Tobias Müller \| Alemania \| + 0 s \| \| \| 10.º \| Joshua Huppertz \| Lotto Kern-Haus PSD Bank \| + 0 s \| \| |                    |                           |                 |
| |                    |                           |                 |
| Fuente: ProCyclingStats |                    |                           |                 |
| Clasificación de la etapa |                    |                           |                 |
| Ciclista | Ciclista           | Equipo                    | Tiempo          |
| 1.º | Jonathan Milan     | Lidl-Trek                 | 4 h 16 min 17 s |
| 2.º | Jordi Meeus        | Red Bull-Bora-Hansgrohe   | + 0 s           |
| 3.º | Max Kanter         | Astana Qazaqstan Team     | + 0 s           |
| 4.º | Alexander Kristoff | Uno-X Mobility            | + 0 s           |
| 5.º | Henri Uhlig        | Alpecin-Deceuninck        | + 0 s           |
| 6.º | Émilien Jeannière  | TotalEnergies             | + 0 s           |
| 7.º | Niklas Märkl       | Team dsm-firmenich PostNL | + 0 s           |
| 8.º | Matevž Govekar     | Bahrain Victorious        | + 0 s           |
| 9.º | Tobias Müller      | Alemania                  | + 0 s           |
| 10.º | Joshua Huppertz    | Lotto Kern-Haus PSD Bank  | + 0 s           |

| \| Clasificación general \| Clasificación general \| Clasificación general \| Clasificación general \| Clasificación general \| \| Ciclista \| Ciclista \| Equipo \| Tiempo \| \| \| --------------------- \| --------------------- \| ----------------------- \| --------------------- \| --------------------- \| \| 1.º \| Jonathan Milan \| Lidl-Trek \| 4 h 19 min 23 s \| \| \| 2.º \| Jordi Meeus \| Red Bull-Bora-Hansgrohe \| + 9 s \| \| \| 3.º \| Mads Pedersen \| Lidl-Trek \| + 11 s \| \| \| 4.º \| Ethan Hayter \| Ineos Grenadiers \| + 13 s \| \| \| 5.º \| Stefan Bissegger \| EF Education-EasyPost \| + 13 s \| \| \| 6.º \| Danny van Poppel \| Red Bull-Bora-Hansgrohe \| + 14 s \| \| \| 7.º \| Jannik Steimle \| Q36.5 Pro Cycling Team \| + 15 s \| \| \| 8.º \| Marco Haller \| Red Bull-Bora-Hansgrohe \| + 15 s \| \| \| 9.º \| Fabio Christen \| Q36.5 Pro Cycling Team \| + 16 s \| \| \| 10.º \| Gil Gelders \| Soudal Quick-Step \| + 16 s \| \| |                  |                         |                 |
| |                  |                         |                 |
| Fuente: ProCyclingStats |                  |                         |                 |
| Clasificación general |                  |                         |                 |
| Ciclista | Ciclista         | Equipo                  | Tiempo          |
| 1.º | Jonathan Milan   | Lidl-Trek               | 4 h 19 min 23 s |
| 2.º | Jordi Meeus      | Red Bull-Bora-Hansgrohe | + 9 s           |
| 3.º | Mads Pedersen    | Lidl-Trek               | + 11 s          |
| 4.º | Ethan Hayter     | Ineos Grenadiers        | + 13 s          |
| 5.º | Stefan Bissegger | EF Education-EasyPost   | + 13 s          |
| 6.º | Danny van Poppel | Red Bull-Bora-Hansgrohe | + 14 s          |
| 7.º | Jannik Steimle   | Q36.5 Pro Cycling Team  | + 15 s          |
| 8.º | Marco Haller     | Red Bull-Bora-Hansgrohe | + 15 s          |
| 9.º | Fabio Christen   | Q36.5 Pro Cycling Team  | + 16 s          |
| 10.º | Gil Gelders      | Soudal Quick-Step       | + 16 s          |

### 2.ª etapa
| Heilbronn - Schwäbisch Gmünd | etapa escarpada | (174,6 km) |

| \| Clasificación de la etapa \| Clasificación de la etapa \| Clasificación de la etapa \| Clasificación de la etapa \| Clasificación de la etapa \| \| Ciclista \| Ciclista \| Equipo \| Tiempo \| \| \| ------------------------- \| -------------------------- \| ------------------------- \| ------------------------- \| ------------------------- \| \| 1.º \| Mads Pedersen \| Lidl-Trek \| 4 h 25 min 50 s \| \| \| 2.º \| Tobias Halland Johannessen \| Uno-X Mobility \| + 0 s \| \| \| 3.º \| Archie Ryan \| EF Education-EasyPost \| + 0 s \| \| \| 4.º \| Danny van Poppel \| Red Bull-Bora-Hansgrohe \| + 6 s \| \| \| 5.º \| Émilien Jeannière \| TotalEnergies \| + 6 s \| \| \| 6.º \| Orluis Aular \| Caja Rural-Seguros RGA \| + 6 s \| \| \| 7.º \| Jonas Rutsch \| EF Education-EasyPost \| + 6 s \| \| \| 8.º \| Ethan Hayter \| Ineos Grenadiers \| + 6 s \| \| \| 9.º \| Tobias Müller \| Alemania \| + 6 s \| \| \| 10.º \| Sean Flynn \| Team dsm-firmenich PostNL \| + 6 s \| \| |                            |                           |                 |
| |                            |                           |                 |
| Fuente: ProCyclingStats |                            |                           |                 |
| Clasificación de la etapa |                            |                           |                 |
| Ciclista | Ciclista                   | Equipo                    | Tiempo          |
| 1.º | Mads Pedersen              | Lidl-Trek                 | 4 h 25 min 50 s |
| 2.º | Tobias Halland Johannessen | Uno-X Mobility            | + 0 s           |
| 3.º | Archie Ryan                | EF Education-EasyPost     | + 0 s           |
| 4.º | Danny van Poppel           | Red Bull-Bora-Hansgrohe   | + 6 s           |
| 5.º | Émilien Jeannière          | TotalEnergies             | + 6 s           |
| 6.º | Orluis Aular               | Caja Rural-Seguros RGA    | + 6 s           |
| 7.º | Jonas Rutsch               | EF Education-EasyPost     | + 6 s           |
| 8.º | Ethan Hayter               | Ineos Grenadiers          | + 6 s           |
| 9.º | Tobias Müller              | Alemania                  | + 6 s           |
| 10.º | Sean Flynn                 | Team dsm-firmenich PostNL | + 6 s           |

| \| Clasificación general \| Clasificación general \| Clasificación general \| Clasificación general \| Clasificación general \| \| Ciclista \| Ciclista \| Equipo \| Tiempo \| \| \| --------------------- \| -------------------------- \| ----------------------- \| --------------------- \| --------------------- \| \| 1.º \| Mads Pedersen \| Lidl-Trek \| 8 h 45 min 23 s \| \| \| 2.º \| Tobias Halland Johannessen \| Uno-X Mobility \| + 12 s \| \| \| 3.º \| Ethan Hayter \| Ineos Grenadiers \| + 21 s \| \| \| 4.º \| Archie Ryan \| EF Education-EasyPost \| + 21 s \| \| \| 5.º \| Stefan Bissegger \| EF Education-EasyPost \| + 21 s \| \| \| 6.º \| Danny van Poppel \| Red Bull-Bora-Hansgrohe \| + 22 s \| \| \| 7.º \| Fabio Christen \| Q36.5 Pro Cycling Team \| + 24 s \| \| \| 8.º \| Gil Gelders \| Soudal Quick-Step \| + 24 s \| \| \| 9.º \| Luke Lamperti \| Soudal Quick-Step \| + 24 s \| \| \| 10.º \| Orluis Aular \| Caja Rural-Seguros RGA \| + 26 s \| \| |                            |                         |                 |
| |                            |                         |                 |
| Fuente: ProCyclingStats |                            |                         |                 |
| Clasificación general |                            |                         |                 |
| Ciclista | Ciclista                   | Equipo                  | Tiempo          |
| 1.º | Mads Pedersen              | Lidl-Trek               | 8 h 45 min 23 s |
| 2.º | Tobias Halland Johannessen | Uno-X Mobility          | + 12 s          |
| 3.º | Ethan Hayter               | Ineos Grenadiers        | + 21 s          |
| 4.º | Archie Ryan                | EF Education-EasyPost   | + 21 s          |
| 5.º | Stefan Bissegger           | EF Education-EasyPost   | + 21 s          |
| 6.º | Danny van Poppel           | Red Bull-Bora-Hansgrohe | + 22 s          |
| 7.º | Fabio Christen             | Q36.5 Pro Cycling Team  | + 24 s          |
| 8.º | Gil Gelders                | Soudal Quick-Step       | + 24 s          |
| 9.º | Luke Lamperti              | Soudal Quick-Step       | + 24 s          |
| 10.º | Orluis Aular               | Caja Rural-Seguros RGA  | + 26 s          |

### 3.ª etapa
| Schwäbisch Gmünd - Villingen-Schwenningen | etapa escarpada | (211,1 km) |

| \| Clasificación de la etapa \| Clasificación de la etapa \| Clasificación de la etapa \| Clasificación de la etapa \| Clasificación de la etapa \| \| Ciclista \| Ciclista \| Equipo \| Tiempo \| \| \| ------------------------- \| ------------------------- \| ------------------------- \| ------------------------- \| ------------------------- \| \| 1.º \| Jonathan Milan \| Lidl-Trek \| 5 h 17 min 57 s \| \| \| 2.º \| Max Kanter \| Astana Qazaqstan Team \| + 0 s \| \| \| 3.º \| Jordi Meeus \| Red Bull-Bora-Hansgrohe \| + 0 s \| \| \| 4.º \| Matevž Govekar \| Bahrain Victorious \| + 0 s \| \| \| 5.º \| Luke Lamperti \| Soudal Quick-Step \| + 0 s \| \| \| 6.º \| Niklas Märkl \| Team dsm-firmenich PostNL \| + 0 s \| \| \| 7.º \| Tibor del Grosso \| Alpecin-Deceuninck \| + 0 s \| \| \| 8.º \| Orluis Aular \| Caja Rural-Seguros RGA \| + 0 s \| \| \| 9.º \| Nicolo Buratti \| Bahrain Victorious \| + 0 s \| \| \| 10.º \| Vlad Van Mechelen \| Team dsm-firmenich PostNL \| + 0 s \| \| |                   |                           |                 |
| |                   |                           |                 |
| Fuente: ProCyclingStats |                   |                           |                 |
| Clasificación de la etapa |                   |                           |                 |
| Ciclista | Ciclista          | Equipo                    | Tiempo          |
| 1.º | Jonathan Milan    | Lidl-Trek                 | 5 h 17 min 57 s |
| 2.º | Max Kanter        | Astana Qazaqstan Team     | + 0 s           |
| 3.º | Jordi Meeus       | Red Bull-Bora-Hansgrohe   | + 0 s           |
| 4.º | Matevž Govekar    | Bahrain Victorious        | + 0 s           |
| 5.º | Luke Lamperti     | Soudal Quick-Step         | + 0 s           |
| 6.º | Niklas Märkl      | Team dsm-firmenich PostNL | + 0 s           |
| 7.º | Tibor del Grosso  | Alpecin-Deceuninck        | + 0 s           |
| 8.º | Orluis Aular      | Caja Rural-Seguros RGA    | + 0 s           |
| 9.º | Nicolo Buratti    | Bahrain Victorious        | + 0 s           |
| 10.º | Vlad Van Mechelen | Team dsm-firmenich PostNL | + 0 s           |

| \| Clasificación general \| Clasificación general \| Clasificación general \| Clasificación general \| Clasificación general \| \| Ciclista \| Ciclista \| Equipo \| Tiempo \| \| \| --------------------- \| -------------------------- \| ------------------------- \| --------------------- \| --------------------- \| \| 1.º \| Mads Pedersen \| Lidl-Trek \| 14 h 03 min 08 s \| \| \| 2.º \| Tobias Halland Johannessen \| Uno-X Mobility \| + 12 s \| \| \| 3.º \| Danny van Poppel \| Red Bull-Bora-Hansgrohe \| + 19 s \| \| \| 4.º \| Ethan Hayter \| Ineos Grenadiers \| + 21 s \| \| \| 5.º \| Archie Ryan \| EF Education-EasyPost \| + 21 s \| \| \| 6.º \| Stefan Bissegger \| EF Education-EasyPost \| + 21 s \| \| \| 7.º \| Luke Lamperti \| Soudal Quick-Step \| + 22 s \| \| \| 8.º \| Fabio Christen \| Q36.5 Pro Cycling Team \| + 24 s \| \| \| 9.º \| Gil Gelders \| Soudal Quick-Step \| + 24 s \| \| \| 10.º \| Sean Flynn \| Team dsm-firmenich PostNL \| + 26 s \| \| |                            |                           |                  |
| |                            |                           |                  |
| Fuente: ProCyclingStats |                            |                           |                  |
| Clasificación general |                            |                           |                  |
| Ciclista | Ciclista                   | Equipo                    | Tiempo           |
| 1.º | Mads Pedersen              | Lidl-Trek                 | 14 h 03 min 08 s |
| 2.º | Tobias Halland Johannessen | Uno-X Mobility            | + 12 s           |
| 3.º | Danny van Poppel           | Red Bull-Bora-Hansgrohe   | + 19 s           |
| 4.º | Ethan Hayter               | Ineos Grenadiers          | + 21 s           |
| 5.º | Archie Ryan                | EF Education-EasyPost     | + 21 s           |
| 6.º | Stefan Bissegger           | EF Education-EasyPost     | + 21 s           |
| 7.º | Luke Lamperti              | Soudal Quick-Step         | + 22 s           |
| 8.º | Fabio Christen             | Q36.5 Pro Cycling Team    | + 24 s           |
| 9.º | Gil Gelders                | Soudal Quick-Step         | + 24 s           |
| 10.º | Sean Flynn                 | Team dsm-firmenich PostNL | + 26 s           |

### 4.ª etapa
| Annweiler am Trifels - Sarrebruck | etapa escarpada | (182,7 km) |

| \| Clasificación de la etapa \| Clasificación de la etapa \| Clasificación de la etapa \| Clasificación de la etapa \| Clasificación de la etapa \| \| Ciclista \| Ciclista \| Equipo \| Tiempo \| \| \| ------------------------- \| -------------------------- \| -------------------------- \| ------------------------- \| ------------------------- \| \| 1.º \| Mads Pedersen \| Lidl-Trek \| 4 h 23 min 42 s \| \| \| 2.º \| Danny van Poppel \| Red Bull-Bora-Hansgrohe \| + 0 s \| \| \| 3.º \| Luke Lamperti \| Soudal Quick-Step \| + 0 s \| \| \| 4.º \| Santiago Buitrago \| Bahrain Victorious \| + 0 s \| \| \| 5.º \| Florian Stork \| Tudor Pro Cycling Team \| + 0 s \| \| \| 6.º \| Tobias Halland Johannessen \| Uno-X Mobility \| + 0 s \| \| \| 7.º \| Kevin Vermaerke \| Team dsm-firmenich PostNL \| + 0 s \| \| \| 8.º \| Jørgen Nordhagen \| Team Visma \\| Lease a Bike \| + 0 s \| \| \| 9.º \| Jefferson Cepeda \| Caja Rural-Seguros RGA \| + 0 s \| \| \| 10.º \| Henri Uhlig \| Alpecin-Deceuninck \| + 6 s \| \| |                            |                            |                 |
| |                            |                            |                 |
| Fuente: ProCyclingStats |                            |                            |                 |
| Clasificación de la etapa |                            |                            |                 |
| Ciclista | Ciclista                   | Equipo                     | Tiempo          |
| 1.º | Mads Pedersen              | Lidl-Trek                  | 4 h 23 min 42 s |
| 2.º | Danny van Poppel           | Red Bull-Bora-Hansgrohe    | + 0 s           |
| 3.º | Luke Lamperti              | Soudal Quick-Step          | + 0 s           |
| 4.º | Santiago Buitrago          | Bahrain Victorious         | + 0 s           |
| 5.º | Florian Stork              | Tudor Pro Cycling Team     | + 0 s           |
| 6.º | Tobias Halland Johannessen | Uno-X Mobility             | + 0 s           |
| 7.º | Kevin Vermaerke            | Team dsm-firmenich PostNL  | + 0 s           |
| 8.º | Jørgen Nordhagen           | Team Visma \| Lease a Bike | + 0 s           |
| 9.º | Jefferson Cepeda           | Caja Rural-Seguros RGA     | + 0 s           |
| 10.º | Henri Uhlig                | Alpecin-Deceuninck         | + 6 s           |

## Clasificaciones finales
- Las clasificaciones finalizaron de la siguiente forma:[4]

### Clasificación general
| \| Clasificación general \| Clasificación general \| Clasificación general \| Clasificación general \| Clasificación general \| \| Ciclista \| Ciclista \| Equipo \| Tiempo \| \| \| --------------------- \| -------------------------- \| -------------------------- \| --------------------- \| --------------------- \| \| 1.º \| Mads Pedersen \| Lidl-Trek \| 18 h 26 min 39 s \| \| \| 2.º \| Danny van Poppel \| Red Bull-Bora-Hansgrohe \| + 22 s \| \| \| 3.º \| Tobias Halland Johannessen \| Uno-X Mobility \| + 23 s \| \| \| 4.º \| Luke Lamperti \| Soudal Quick-Step \| + 26 s \| \| \| 5.º \| Archie Ryan \| EF Education-EasyPost \| + 38 s \| \| \| 6.º \| Florian Stork \| Tudor Pro Cycling Team \| + 39 s \| \| \| 7.º \| Jørgen Nordhagen \| Team Visma \\| Lease a Bike \| + 40 s \| \| \| 8.º \| Fabio Christen \| Q36.5 Pro Cycling Team \| + 41 s \| \| \| 9.º \| Gil Gelders \| Soudal Quick-Step \| + 41 s \| \| \| 10.º \| Kevin Vermaerke \| Team dsm-firmenich PostNL \| + 42 s \| \| |                            |                            |                  |
| |                            |                            |                  |
| Fuente: ProCyclingStats |                            |                            |                  |
| Clasificación general |                            |                            |                  |
| Ciclista | Ciclista                   | Equipo                     | Tiempo           |
| 1.º | Mads Pedersen              | Lidl-Trek                  | 18 h 26 min 39 s |
| 2.º | Danny van Poppel           | Red Bull-Bora-Hansgrohe    | + 22 s           |
| 3.º | Tobias Halland Johannessen | Uno-X Mobility             | + 23 s           |
| 4.º | Luke Lamperti              | Soudal Quick-Step          | + 26 s           |
| 5.º | Archie Ryan                | EF Education-EasyPost      | + 38 s           |
| 6.º | Florian Stork              | Tudor Pro Cycling Team     | + 39 s           |
| 7.º | Jørgen Nordhagen           | Team Visma \| Lease a Bike | + 40 s           |
| 8.º | Fabio Christen             | Q36.5 Pro Cycling Team     | + 41 s           |
| 9.º | Gil Gelders                | Soudal Quick-Step          | + 41 s           |
| 10.º | Kevin Vermaerke            | Team dsm-firmenich PostNL  | + 42 s           |

### Clasificación de la montaña
| Clasificación de la montaña | Clasificación de la montaña | Clasificación de la montaña | Clasificación de la montaña | Clasificación de la montaña |
| Ciclista                    | Ciclista                    | Equipo                      | Puntos                      |                             |
| --------------------------- | --------------------------- | --------------------------- | --------------------------- | --------------------------- |
| 1.º                         | Jørgen Nordhagen            | Team Visma \| Lease a Bike  | 15 pts                      |                             |
| 2.º                         | Dawit Yemane                | Bike Aid                    | 10 pts                      |                             |
| 3.º                         | Joshua Huppertz             | Lotto Kern-Haus PSD Bank    | 6 pts                       |                             |
| 4.º                         | Javier Romo                 | Movistar Team               | 4 pts                       |                             |
| 5.º                         | Miguel Heidemann            | Alemania                    | 4 pts                       |                             |
| 6.º                         | Dario Igor Belletta         | Team Visma \| Lease a Bike  | 4 pts                       |                             |
| 7.º                         | Oliver Mattheis             | Bike Aid                    | 4 pts                       |                             |
| 8.º                         | Max Walscheid               | Team Jayco AlUla            | 4 pts                       |                             |
| 9.º                         | Santiago Buitrago           | Bahrain Victorious          | 3 pts                       |                             |
| 10.º                        | Anton Lennemann             | Bike Aid                    | 3 pts                       |                             |

### Clasificación por puntos
| Clasificación por puntos | Clasificación por puntos   | Clasificación por puntos | Clasificación por puntos | Clasificación por puntos |
| Ciclista                 | Ciclista                   | Equipo                   | Puntos                   |                          |
| ------------------------ | -------------------------- | ------------------------ | ------------------------ | ------------------------ |
| 1.º                      | Jonathan Milan             | Lidl-Trek                | 45 pts                   |                          |
| 2.º                      | Mads Pedersen              | Lidl-Trek                | 45 pts                   |                          |
| 3.º                      | Danny van Poppel           | Red Bull-Bora-Hansgrohe  | 24 pts                   |                          |
| 4.º                      | Jordi Meeus                | Red Bull-Bora-Hansgrohe  | 23 pts                   |                          |
| 5.º                      | Max Kanter                 | Astana Qazaqstan Team    | 21 pts                   |                          |
| 6.º                      | Tobias Halland Johannessen | Uno-X Mobility           | 17 pts                   |                          |
| 7.º                      | Luke Lamperti              | Soudal Quick-Step        | 15 pts                   |                          |
| 8.º                      | Santiago Buitrago          | Bahrain Victorious       | 12 pts                   |                          |
| 9.º                      | Émilien Jeannière          | TotalEnergies            | 11 pts                   |                          |
| 10.º                     | Ethan Hayter               | Ineos Grenadiers         | 10 pts                   |                          |

### Clasificación de los jóvenes
| Clasificación del mejor joven | Clasificación del mejor joven | Clasificación del mejor joven | Clasificación del mejor joven | Clasificación del mejor joven |
| Ciclista                      | Ciclista                      | Equipo                        | Tiempo                        |                               |
| ----------------------------- | ----------------------------- | ----------------------------- | ----------------------------- | ----------------------------- |
| 1.º                           | Tobias Halland Johannessen    | Uno-X Mobility                | 18 h 27 min 02 s              |                               |
| 2.º                           | Luke Lamperti                 | Soudal Quick-Step             | + 3 s                         |                               |
| 3.º                           | Archie Ryan                   | EF Education-EasyPost         | + 15 s                        |                               |
| 4.º                           | Jørgen Nordhagen              | Team Visma \| Lease a Bike    | + 17 s                        |                               |
| 5.º                           | Fabio Christen                | Q36.5 Pro Cycling Team        | + 18 s                        |                               |
| 6.º                           | Gil Gelders                   | Soudal Quick-Step             | + 18 s                        |                               |
| 7.º                           | Kevin Vermaerke               | Team dsm-firmenich PostNL     | + 19 s                        |                               |
| 8.º                           | Sean Flynn                    | Team dsm-firmenich PostNL     | + 20 s                        |                               |
| 9.º                           | Henri Uhlig                   | Alpecin-Deceuninck            | + 23 s                        |                               |
| 10.º                          | Marco Brenner                 | Tudor Pro Cycling Team        | + 24 s                        |                               |

### Clasificación por equipos
| Clasificación por equipos | Clasificación por equipos  | Clasificación por equipos | Clasificación por equipos |
| Equipo                    | Equipo                     | Tiempo                    |                           |
| ------------------------- | -------------------------- | ------------------------- | ------------------------- |
| 1.º                       | Caja Rural-Seguros RGA     | 55 h 22 min 12 s          |                           |
| 2.º                       | Team dsm-firmenich PostNL  | + 1 s                     |                           |
| 3.º                       | Team Visma \| Lease a Bike | + 2 s                     |                           |
| 4.º                       | Movistar Team              | + 3 s                     |                           |
| 5.º                       | Alpecin-Deceuninck         | + 6 s                     |                           |
| 6.º                       | Soudal Quick-Step          | + 11 s                    |                           |
| 7.º                       | Bahrain Victorious         | + 13 s                    |                           |
| 8.º                       | Intermarché-Wanty          | + 1 min 48 s              |                           |
| 9.º                       | Alemania                   | + 2 min 16 s              |                           |
| 10.º                      | Red Bull-Bora-Hansgrohe    | + 2 min 28 s              |                           |

## Evolución de las clasificaciones
| Etapa                   |                         | Ganador _      | Clasificación general | Puntos         | Montaña           | Jóvenes                    | Equipo                  |
| ----------------------- | ----------------------- | -------------- | --------------------- | -------------- | ----------------- | -------------------------- | ----------------------- |
| Prólogo                 | contrarreloj individual | Jonathan Milan | Jonathan Milan        | Jonathan Milan | no otorgado       | Jonathan Milan             | Lidl-Trek               |
| 1.ª etapa               | etapa llana             | Jonathan Milan | Jonathan Milan        | Jonathan Milan | Santiago Buitrago | Jonathan Milan             | Lidl-Trek               |
| 2.ª etapa               | etapa escarpada         | Mads Pedersen  | Mads Pedersen         | Jonathan Milan | Dawit Yemane      | Tobias Halland Johannessen | EF Education-EasyPost   |
| 3.ª etapa               | etapa escarpada         | Jonathan Milan | Mads Pedersen         | Jonathan Milan | Jørgen Nordhagen  | Tobias Halland Johannessen | Red Bull-Bora-Hansgrohe |
| 4.ª etapa               | etapa escarpada         | Mads Pedersen  | Mads Pedersen         | Jonathan Milan | Jørgen Nordhagen  | Tobias Halland Johannessen | Caja Rural-Seguros RGA  |
| Clasificaciones finales | Clasificaciones finales |                | Mads Pedersen         | Jonathan Milan | Jørgen Nordhagen  | Tobias Halland Johannessen | Caja Rural-Seguros RGA  |

## Ciclistas participantes y posiciones finales
Convenciones:
- AB-N: Abandono en la etapa "N"
- FLT-N: Retiro por llegada fuera del límite de tiempo en la etapa "N"
- NTS-N: No tomó la salida para la etapa "N"
- DES-N: Descalificado o expulsado en la etapa "N"

## UCI World Ranking
La Vuelta a Alemania otorgó puntos para el UCI World Ranking para corredores de los equipos en las categorías UCI WorldTeam, UCI ProTeam y Continental. Las siguientes tablas son el baremo de puntuación y los diez corredores que obtuvieron más puntos:
| Posición              | 1.º | 2.º | 3.º | 4.º | 5.º | 6.º | 7.º | 8.º | 9.º | 10.º | 11.º | 12.º | 13.º | 14.º | 15.º | 16.º-30.º | 31.º-40.º |
| Clasificación general | 200 | 150 | 125 | 100 | 85  | 70  | 60  | 50  | 40  | 35   | 30   | 25   | 20   | 15   | 10   | 5         | 3         |
| Por etapa             | 20  | 15  | 10  | 5   | 3   |     |     |     |     |      |      |      |      |      |      |           |           |
| Líder                 | 5   |     |     |     |     |     |     |     |     |      |      |      |      |      |      |           |           |

| Clasificación |                            |                         |         |       |       |       |
| Posición      | Ciclista                   | Equipo                  | General | Etapa | Líder | Total |
| ------------- | -------------------------- | ----------------------- | ------- | ----- | ----- | ----- |
| 1.º           | Mads Pedersen              | Lidl-Trek               | 200     | 55    | 10    | 265   |
| 2.º           | Danny van Poppel           | Red Bull-BORA-hansgrohe | 150     | 20    | -     | 170   |
| 3.º           | Tobias Halland Johannessen | Uno-X Mobility          | 125     | 15    | -     | 140   |
| 4.º           | Luke Lamperti              | Soudal Quick-Step       | 100     | 13    | -     | 113   |
| 5.º           | Archie Ryan                | EF Education-EasyPost   | 85      | 10    | -     | 95    |
| 6.º           | Florian Stork              | Tudor                   | 70      | 3     | -     | 73    |
| 7.º           | Jonathan Milan             | Lidl-Trek               | -       | 60    | 10    | 70    |
| 8.º           | Jørgen Nordhagen           | Visma \| Lease a Bike   | 60      | -     | -     | 60    |
| 9.º           | Fabio Christen             | Q36.5                   | 50      | -     | -     | 50    |
| 10.º          | Gil Gelders                | Soudal Quick-Step       | 40      | -     | -     | 40    |